# Чхеїдзе Резо Давидович
Резо (Реваз) Давидович Чхеїдзе, груз. რეზო ჩხეიძე (8 грудня 1926, Кутаїсі, СРСР — 3 травня 2015, Тбілісі, Грузія) — радянський та грузинський актор та режисер. Народний артист СРСР (1980). Лауреат Ленінської премії (1986). Почесний громадянин Тбілісі (2001).
Закінчив ВДІК у 1953 році.

## Вибіркова фільмографія

### Актор
- У твоїх руках життя (1959)
- Пригоди Лазаре (1973)
- Нічний візит (1974)

### Режисер
- Борис Пайчадзе (1953)
- Лурджа Магдани (1955)
- Наш двір (1956)
- Майя зі Цхнеті (1959)
- Клад (1961)
- Морська тропа (1962)
- Батько солдата (1964)
- Саджанці (1972)
- Твій син, Земле (1980)
- «Житіє Дон Кіхота і Санчо» (1988)